# Sevia substigmatica
Sevia substigmatica är en insektsart som först beskrevs av Lethierry 1881.  Sevia substigmatica ingår i släktet Sevia och familjen kilstritar. Inga underarter finns listade i Catalogue of Life.